# Copa Libertadores 2021
Die Copa Libertadores 2021, offiziell auch Copa Conmebol Libertadores 2021, war die 62. Ausspielung des wichtigsten südamerikanischen Fußballwettbewerbs für Vereinsmannschaften. Der Wettbewerb wurde vom südamerikanischen Fußballverband CONMEBOL organisiert. In der Saison 2021 nahmen insgesamt 47 Mannschaften teil, darunter Titelverteidiger SE Palmeiras aus Brasilien und der Sieger der Copa Sudamericana 2020, CSD Defensa y Justicia aus Argentinien. Das Turnier begann am 23. Februar 2021 mit der Qualifikationsrunde und endete mit dem Finale im Estadio Centenario (Montevideo, Uruguay) am 27. November 2021. Dieses wurde zwischen dem Titelverteidiger Palmeiras und dem Sieger von 2019 CR Flamengo ausgetragen, das Palmeiras mit 2:1 nach Verlängerung gewinnen konnte und nach 1999 und im Vorjahr seinen dritten Titel feierte.

## Teilnehmende Mannschaften
Die folgenden Mannschaften nahmen an der Copa Libertadores 2021 teil.
- Copa Libertadores 2020 Sieger
- Copa Sudamericana 2020 Sieger
- Brasilien: 7 Startplätze
- Argentinien: 6 Startplätze
- Alle anderen Verbände: 4 Startplätze

Für die Gruppenphase direkt qualifiziert waren 28 Klubs:
- Copa Libertadores 2020 Sieger
- Copa Sudamericana 2020 Sieger
- Argentinien und Brasilien: die besten fünf Mannschaften der Länder-Qualifikation
- Alle anderen Verbände: die besten zwei Mannschaften der Länder-Qualifikation

Für die zweite Qualifikationsrunde qualifiziert waren 13 Klubs:
- Argentinien: der Platz sechs der Länder-Qualifikation
- Brasilien: die Plätze sechs und sieben der Länder-Qualifikation
- Chile und Kolumbien: die Plätze drei und vier der Länder-Qualifikation
- Alle anderen Verbände: die Plätze drei der Länder-Qualifikation

Für die erste Qualifikationsrunde qualifiziert waren 6 Klubs:
- der vierte Platz aus der Länder-Qualifikation von Bolivien, Ecuador, Paraguay, Peru, Uruguay und Venezuela

| Land                          | Verein                                     | Qualifikationsgrund                                         | Ergebnis      |
| ----------------------------- | ------------------------------------------ | ----------------------------------------------------------- | ------------- |
| Argentinien 6 + 1 Startplätze | CSD Defensa y Justicia                     | Copa Sudamericana 2020 Sieger                               | Achtelfinale  |
| Argentinien 6 + 1 Startplätze | Boca Juniors                               | Copa de la Liga Profesional Sieger 2020                     | Achtelfinale  |
| Argentinien 6 + 1 Startplätze | River Plate                                | Copa de la Liga Profesional Zweiter 2020                    | Viertelfinale |
| Argentinien 6 + 1 Startplätze | Racing Club                                | Copa de la Liga Profesional Dritter 2020                    | Achtelfinale  |
| Argentinien 6 + 1 Startplätze | Argentinos Juniors                         | Copa de la Liga Profesional Vierter 2020                    | Achtelfinale  |
| Argentinien 6 + 1 Startplätze | CA Vélez Sarsfield                         | Copa de la Liga Profesional Fünfter 2020                    | Achtelfinale  |
| Argentinien 6 + 1 Startplätze | Club Atlético San Lorenzo de Almagro (Q-2) | Copa de la Liga Profesional Sechster 2020                   | Q-3           |
| Bolivien 4 Startplätze        | Club Always Ready                          | 2020 Apertura                                               | Gruppenphase  |
| Bolivien 4 Startplätze        | Club The Strongest                         | 2020 Apertura Zweiter                                       | Gruppenphase  |
| Bolivien 4 Startplätze        | Club Bolívar (Q-2)                         | 2020 Apertura Dritter                                       | Q-3           |
| Bolivien 4 Startplätze        | Royal Pari FC (Q-1)                        | 2020 Apertura Vierter                                       | Q-1           |
| Brasilien 7 + 1 Startplätze   | SE Palmeiras                               | Copa Libertadores 2020 Sieger                               | Sieger        |
| Brasilien 7 + 1 Startplätze   | CR Flamengo                                | Meister Série A 2020                                        | Finalist      |
| Brasilien 7 + 1 Startplätze   | SC Internacional                           | Zweiter Série A 2020                                        | Achtelfinale  |
| Brasilien 7 + 1 Startplätze   | Atlético Mineiro                           | Dritter Série A 2020                                        | Halbfinale    |
| Brasilien 7 + 1 Startplätze   | FC São Paulo                               | Vierter Série A 2020                                        | Viertelfinale |
| Brasilien 7 + 1 Startplätze   | Fluminense FC                              | Fünfter Série A 2020                                        | Viertelfinale |
| Brasilien 7 + 1 Startplätze   | Grêmio FBPA (Q-2)                          | Copa do Brasil Zweiter 2020                                 | Q-3           |
| Brasilien 7 + 1 Startplätze   | FC Santos (Q-2)                            | Achter Série A 2020                                         | Gruppenphase  |
| Chile 4 Startplätze           | CD Universidad Católica                    | Meister 2020                                                | Achtelfinale  |
| Chile 4 Startplätze           | Unión La Calera                            | Zweiter Primera División 2020                               | Gruppenphase  |
| Chile 4 Startplätze           | CF Universidad de Chile (Q-2)              | Dritter Primera División 2020                               | Q-2           |
| Chile 4 Startplätze           | Unión Española (Q-2)                       | Vierter Primera División 2020                               | Q-2           |
| Ecuador 4 Startplätze         | Barcelona Sporting Club                    | Meister 2020                                                | Halbfinale    |
| Ecuador 4 Startplätze         | LDU Quito                                  | Zweiter 2020                                                | Gruppenphase  |
| Ecuador 4 Startplätze         | Independiente del Valle (Q-2)              | Bestes nicht qualifiziertes Team aus der Gesamttabelle      | Gruppenphase  |
| Ecuador 4 Startplätze         | Universidad Católica del Ecuador (Q-1)     | Zweitbestes nicht qualifiziertes Team aus der Gesamttabelle | Q-2           |
| Kolumbien 4 Startplätze       | América de Cali                            | Meister 2020                                                | Gruppenphase  |
| Kolumbien 4 Startplätze       | Independiente Santa Fe                     | Meister der Finalización 2020                               | Gruppenphase  |
| Kolumbien 4 Startplätze       | Atlético Junior (Q-2)                      | Bestes nicht qualifiziertes Team aus der Gesamttabelle      | Gruppenphase  |
| Kolumbien 4 Startplätze       | Atlético Nacional (Q-2)                    | Zweitbestes nicht qualifiziertes Team aus der Gesamttabelle | Gruppenphase  |
| Paraguay 4 Startplätze        | Club Olimpia                               | Meister der Apertura und Clausura 2020                      | Viertelfinale |
| Paraguay 4 Startplätze        | Club Cerro Porteño                         | Bestes nicht qualifiziertes Team aus der Gesamttabelle      | Achtelfinale  |
| Paraguay 4 Startplätze        | Club Libertad (Q-2)                        | Zweitbestes nicht qualifiziertes Team aus der Gesamttabelle | Q-3           |
| Paraguay 4 Startplätze        | Club Guaraní (Q-1)                         | Drittbestes nicht qualifiziertes Team aus der Gesamttabelle | Q-2           |
| Peru 4 Startplätze            | Sporting Cristal                           | Meister 2020                                                | Gruppenphase  |
| Peru 4 Startplätze            | Universitario de Deportes                  | Zweiter 2020                                                | Gruppenphase  |
| Peru 4 Startplätze            | Ayacucho FC (Q-2)                          | Dritter 2020                                                | Q-2           |
| Peru 4 Startplätze            | CD Universidad César Vallejo (Q-1)         | Bestes nicht qualifiziertes Team 2020                       | Q-1           |
| Uruguay 4 Startplätze         | Nacional Montevideo                        | Meister 2020                                                | Gruppenphase  |
| Uruguay 4 Startplätze         | Club Atlético Rentistas                    | Zweiter 2020                                                | Gruppenphase  |
| Uruguay 4 Startplätze         | Montevideo Wanderers (Q-2)                 | Bestes nicht qualifiziertes Team aus der Gesamttabelle      | Q-2           |
| Uruguay 4 Startplätze         | Liverpool Montevideo (Q-1)                 | Zweitbestes nicht qualifiziertes Team aus der Gesamttabelle | Q-1           |
| Venezuela 4 Startplätze       | Deportivo La Guaira                        | Meister 2020                                                | Gruppenphase  |
| Venezuela 4 Startplätze       | Deportivo Táchira FC                       | Zweiter 2020                                                | Gruppenphase  |
| Venezuela 4 Startplätze       | Deportivo Lara (Q-2)                       | Bestes nicht qualifiziertes Team aus der Gesamttabelle      | Q-2           |
| Venezuela 4 Startplätze       | FC Caracas (Q-1)                           | Zweitbestes nicht qualifiziertes Team aus der Gesamttabelle | Q-2           |

## Qualifikationsrunden
Die Qualifikationsrunde findet in drei Stufen statt. Das erstgenannte Team hat im Hinspiel Heimrecht, das zweite im Rückspiel.

### Auslosung Qualifikation
Die Auslosungen für die Spiele in der Qualifikations- sowie der Gruppenphase fanden am 2. Februar 2021 im CONMEBOL Convention Center in Luque (Paraguay) statt. Die Teams wurden gemäß ihrem CONMEBOL-Ranking in der Copa Libertadores gesetzt.
Ausgelost wurden die erste und zweite Qualifikationsrunde sowie die Gruppenphase. Für die dritte Runde der Qualifikation wurde keine Auslosung vorgenommen, die Paarungen wurden vorab festgelegt. Die in den Klammern angegebenen Zahlen sind das Ergebnis des CONMEBOL-Rankings.
Auslosung erste Qualifikationsrunde
Für die erste Qualifikationsrunde wurden sechs Mannschaften in drei Paarungen gezogen:
| Gesetzte Mannschaften                                                    | Nicht gesetzte Mannschaften                                                       |
| Club Guaraní (34) FC Caracas (58) Universidad Católica del Ecuador (112) | CD Universidad César Vallejo (130) Royal Pari FC (164) Liverpool Montevideo (165) |

Auslosung zweite Qualifikationsrunde
Für die zweite Qualifikationsrunde wurden acht Paarungen ermittelt. Dabei konnten Mannschaften aus denselben Mitgliedsverbänden nicht aufeinander treffen. Eine Ausnahme bilden die Qualifikanten aus der ersten Runde. Da diese zum Zeitpunkt der Auslosung nicht feststanden, konnten sie in der zweiten Runde auf Mitglieder des eigenen Verbandes treffen.
| Gesetzte Mannschaften | Nicht gesetzte Mannschaften |
| Atlético Nacional (7) Club Libertad (14) Club Atlético San Lorenzo de Almagro (15) Independiente del Valle (20) Atlético Junior (27) Club Bolívar (29) Deportivo Lara (75) Ayacucho FC (222) | Grêmio FBPA (3) FC Santos (9) CF Universidad de Chile (41) Unión Española (61) Montevideo Wanderers (76) Qualifikant 1 Qualifikant 2 Qualifikant 3 |

### 1. Qualifikationsrunde
Die erste Qualifikationsrunde fand vom 23. Februar bis 3. März 2021 statt.
| Datum      |                              | Gesamt |                                  | Hinspiel  | Rückspiel |
| ---------- | ---------------------------- | ------ | -------------------------------- | --------- | --------- |
| 23.2./2.3. | Liverpool Montevideo         | 2:4    | Universidad Católica del Ecuador | 2:1 (0:1) | 0:3 (0:2) |
| 24.2./3.3. | CD Universidad César Vallejo | 0:2    | FC Caracas                       | 0:0       | 0:2 (0:1) |
| 24.2./3.3. | Royal Pari FC                | 2:5    | Club Guaraní                     | 1:4 (0:3) | 1:1 (0:0) |

### 2. Qualifikationsrunde
Die Spiele der zweiten Qualifikationsrunde fanden zwischen dem 9. und 18. März 2021 statt.
| Datum       |                                  | Gesamt |                         | Hinspiel  | Rückspiel |
| ----------- | -------------------------------- | ------ | ----------------------- | --------- | --------- |
| 9.3./16.3.  | Montevideo Wanderers             | 1:5    | Club Bolívar            | 1:0 (0:0) | 0:5 (0:2) |
| 9.3./16.3.  | FC Santos                        | 3:2    | Deportivo Lara          | 2:1 (0:0) | 1:1 (1:0) |
| 9.3./16.3.  | Unión Española                   | 3:6    | Independiente del Valle | 1:0 (0:0) | 2:6 (0:4) |
| 10.3./16.3. | Grêmio FBPA                      | 8:2    | Ayacucho FC             | 6:1 (4:0) | 2:1 (1:1) |
| 10.3./17.3. | Universidad Católica del Ecuador | 2:3    | Club Libertad           | 0:1 (0:1) | 2:2 (0:1) |
| 10.3./17.3. | CF Universidad de Chile          | 1:3    | San Lorenzo de Almagro  | 1:1 (0:0) | 0:2 (1:1) |
| 10.3./17.3. | FC Caracas                       | 2:5    | Atlético Junior         | 1:2 (1:0) | 1:3 (0:1) |
| 11.3./18.3. | Club Guaraní                     | 0:5    | Atlético Nacional       | 0:2 (0:1) | 0:3 (0:2) |

### 3. Qualifikationsrunde
Die Spiele der zweiten Qualifikationsrunde fanden zwischen dem 6. und 15. April 2020 statt. Die Sieger zogen in die Gruppenphase ein. Die Verlierer qualifizierten sich für die Gruppenphase der Copa Sudamericana 2021.
| Datum      |                         | Gesamt |                   | Hinspiel  | Rückspiel |
| ---------- | ----------------------- | ------ | ----------------- | --------- | --------- |
| 6.4./13.4. | San Lorenzo de Almagro  | 3:5    | FC Santos         | 1:3 (0:2) | 2:2 (1:0) |
| 7.4./14.4. | Club Libertad           | 2:4    | Atlético Nacional | 1:0 (0:0) | 1:4 (1:1) |
| 8.4./15.4. | Club Bolívar            | 2:3    | Atlético Junior   | 2:1 (1:1) | 0:3 (0:1) |
| 9.4./14.4. | Independiente del Valle | 4:2    | Grêmio FBPA       | 2:1 (0:1) | 2:1 (1:1) |

## Gruppenphase

### Auslosung Gruppenphase
Für die Gruppenphase wurde die 32 Teams in acht Gruppen zu je vier Mannschaften aus jedem der vier Töpfe gezogen. Teams aus demselben Verband konnten nicht in dieselbe Gruppe gezogen werden, mit Ausnahme der Sieger der dritten Qualifikationsrunde, die Topf 4 zugewiesen wurden. Wie in der zweiten Qualifikationsrunde können diese Qualifikanten in der Gruppenphase auf Klubs ihres Verbandes treffen.
Palmeiras wurde als Titelverteidiger in Lostopf 1 gesetzt und CSD Defensa y Justicia als Sieger der Copa Sudamericana 2020 in Lostopf 2.
Die zwei Gruppenbesten ziehen ins Achtelfinale ein. Die Gruppendritten qualifizieren sich für das Achtelfinale der Copa Sudamericana 2021.
| Topf 1 | Topf 2 | Topf 3 | Topf 4 |
| SE Palmeiras (4) River Plate (1) Boca Juniors (2) Nacional Montevideo (5) CR Flamengo (6) Club Cerro Porteño (11) Club Olimpia (12) FC São Paulo (13) | CSD Defensa y Justicia (37) SC Internacional (18) Atlético Mineiro (19) Independiente Santa Fe (21) Racing Club (22) LDU Quito (26) CD Universidad Católica (30) Barcelona Sporting Club (31) | CA Vélez Sarsfield (33) Sporting Cristal (35) América de Cali (36) Fluminense FC (39) Club The Strongest (40) Universitario de Deportes (46) Deportivo Táchira FC (60) Argentinos Juniors (81) | Deportivo La Guaira (127) Unión La Calera (128) Club Always Ready (145) Club Atlético Rentistas (250) Q-3 1 Q-3 2 Q-3 3 Q-3 4 |

### Gruppe A
| Pl. | Verein                    | Sp. | S | U | N | Tore    | Diff. | Punkte |
| --- | ------------------------- | --- | - | - | - | ------- | ----- | ------ |
| 1.  | SE Palmeiras (M)          | 6   | 5 | 0 | 1 | 020:700 | +13   | 15     |
| 2.  | CSD Defensa y Justicia    | 6   | 2 | 3 | 1 | 011:800 | +3    | 09     |
| 3.  | Independiente del Valle   | 6   | 1 | 2 | 3 | 008:110 | −3    | 05     |
| 4.  | Universitario de Deportes | 6   | 1 | 1 | 4 | 006:190 | −13   | 04     |

| (M) | Meister des Vorjahres |

| 1. Spieltag (21. April)   |           |                           |                             |
| Independiente del Valle   | 1:1 (1:1) | CSD Defensa y Justicia    | Estadio La Casa Blanca      |
| Universitario de Deportes | 2:3 (0:1) | SE Palmeiras              | Estadio Monumental "U"      |
| 2. Spieltag (27. April)   |           |                           |                             |
| SE Palmeiras              | 5:0 (2:0) | Independiente del Valle   | Allianz Parque              |
| 2. Spieltag (28. April)   |           |                           |                             |
| CSD Defensa y Justicia    | 3:0 (1:0) | Universitario de Deportes | Estadio Norberto Tomaghello |
| 3. Spieltag (4. Mai)      |           |                           |                             |
| CSD Defensa y Justicia    | 1:2 (0:0) | SE Palmeiras              | Estadio Norberto Tomaghello |
| 3. Spieltag (5. Mai)      |           |                           |                             |
| Independiente del Valle   | 4:0 (1:0) | Universitario de Deportes | Estadio La Casa Blanca      |
| 4. Spieltag (11. Mai)     |           |                           |                             |
| Independiente del Valle   | 0:1 (0:1) | SE Palmeiras              | Estadio La Casa Blanca      |
| 4. Spieltag (12. Mai)     |           |                           |                             |
| Universitario de Deportes | 1:1 (1:0) | CSD Defensa y Justicia    | Estadio Monumental "U"      |
| 9=Allianz Parque          |           |                           |                             |
| SE Palmeiras              | 3:4 (2:2) | CSD Defensa y Justicia    |                             |
| Universitario de Deportes | 3:2 (1:1) | Independiente del Valle   | Estadio Monumental "U"      |
| 6. Spieltag (27. Mai)     |           |                           |                             |
| SE Palmeiras              | 6:0 (2:0) | Universitario de Deportes | Allianz Parque              |
| CSD Defensa y Justicia    | 1:1 (1:1) | Independiente del Valle   | Estadio Norberto Tomaghello |

### Gruppe B
| Pl. | Verein               | Sp. | S | U | N | Tore    | Diff. | Punkte |
| --- | -------------------- | --- | - | - | - | ------- | ----- | ------ |
| 1.  | SC Internacional     | 6   | 3 | 1 | 2 | 012:500 | +7    | 10     |
| 2.  | Club Olimpia         | 6   | 3 | 0 | 3 | 013:140 | −1    | 09     |
| 3.  | Deportivo Táchira FC | 6   | 3 | 0 | 3 | 014:170 | −3    | 09     |
| 4.  | Club Always Ready    | 6   | 2 | 1 | 3 | 008:110 | −3    | 07     |

| 1. Spieltag (20. April) |           |                      |                                       |
| Club Always Ready       | 2:0 (0:0) | SC Internacional     | Estadio Hernando Siles                |
| Deportivo Táchira FC    | 3:2 (1:1) | Club Olimpia         | Estadio Polideportivo de Pueblo Nuevo |
| 2. Spieltag (27. April) |           |                      |                                       |
| SC Internacional        | 4:0 (3:0) | Deportivo Táchira FC | Estádio Beira-Rio                     |
| 2. Spieltag (29. April) |           |                      |                                       |
| Club Olimpia            | 2:1 (0:0) | Club Always Ready    | Estadio Defensores del Chaco          |
| 3. Spieltag (5. Mai)    |           |                      |                                       |
| SC Internacional        | 6:1 (1:0) | Club Olimpia         | Estádio Beira-Rio                     |
| Club Always Ready       | 2:0 (1:0) | Deportivo Táchira FC | Estadio Hernando Siles                |
| 4. Spieltag (11. Mai)   |           |                      |                                       |
| Deportivo Táchira FC    | 2:1 (0:0) | SC Internacional     | Estadio Polideportivo de Pueblo Nuevo |
| 4. Spieltag (13. Mai)   |           |                      |                                       |
| Club Always Ready       | 1:2 (1:1) | Club Olimpia         | Estadio Hernando Siles                |
| 5. Spieltag (19. Mai)   |           |                      |                                       |
| Deportivo Táchira FC    | 7:2 (4:0) | Club Always Ready    | Estadio Polideportivo de Pueblo Nuevo |
| 5. Spieltag (20. Mai)   |           |                      |                                       |
| Club Olimpia            | 0:1 (0:0) | SC Internacional     | Estadio Defensores del Chaco          |
| 6. Spieltag (26. Mai)   |           |                      |                                       |
| Club Olimpia            | 6:2 (2:0) | Deportivo Táchira FC | Estadio Defensores del Chaco          |
| SC Internacional        | 0:0       | Club Always Ready    | Estádio Beira-Rio                     |

### Gruppe C
| Pl. | Verein                  | Sp. | S | U | N | Tore    | Diff. | Punkte |
| --- | ----------------------- | --- | - | - | - | ------- | ----- | ------ |
| 1.  | Barcelona Sporting Club | 6   | 4 | 1 | 1 | 010:300 | +7    | 13     |
| 2.  | Boca Juniors            | 6   | 3 | 1 | 2 | 006:200 | +4    | 10     |
| 3.  | FC Santos               | 6   | 2 | 0 | 4 | 008:900 | −1    | 06     |
| 4.  | Club The Strongest      | 6   | 2 | 0 | 4 | 004:140 | −10   | 06     |

| 1. Spieltag (20. April) |           |                         |                                    |
| FC Santos               | 0:2 (0:0) | Barcelona Sporting Club | Estádio Urbano Caldeira            |
| 1. Spieltag (21. April) |           |                         |                                    |
| Club The Strongest      | 0:1 (0:1) | Boca Juniors            | Estadio Hernando Siles             |
| 2. Spieltag (27. April) |           |                         |                                    |
| Boca Juniors            | 2:0 (0:0) | FC Santos               | La Bombonera                       |
| 2. Spieltag (28. April) |           |                         |                                    |
| Barcelona Sporting Club | 4:0 (0:0) | Club The Strongest      | Estadio Monumental Banco Pichincha |
| 3. Spieltag (4. Mai)    |           |                         |                                    |
| FC Santos               | 5:0 (3:0) | Club The Strongest      | Estádio Urbano Caldeira            |
| Barcelona Sporting Club | 1:0 (0:0) | Boca Juniors            | Estadio Monumental Banco Pichincha |
| 4. Spieltag (11. Mai)   |           |                         |                                    |
| Club The Strongest      | 2:0 (1:0) | Barcelona Sporting Club | Estadio Hernando Siles             |
| FC Santos               | 1:0 (1:0) | Boca Juniors            | Estádio Urbano Caldeira            |
| 5. Spieltag (18. Mai)   |           |                         |                                    |
| Club The Strongest      | 2:1 (2:0) | FC Santos               | Estadio Hernando Siles             |
| 5. Spieltag (20. Mai)   |           |                         |                                    |
| Boca Juniors            | 0:0       | Barcelona Sporting Club | La Bombonera                       |
| 6. Spieltag (26. Mai)   |           |                         |                                    |
| Boca Juniors            | 3:0 (2:0) | Club The Strongest      | La Bombonera                       |
| Barcelona Sporting Club | 3:1 (1:1) | FC Santos               | Estadio Monumental Banco Pichincha |

### Gruppe D
| Pl. | Verein                 | Sp. | S | U | N | Tore    | Diff. | Punkte |
| --- | ---------------------- | --- | - | - | - | ------- | ----- | ------ |
| 1.  | Fluminense FC          | 6   | 3 | 2 | 1 | 010:700 | +3    | 11     |
| 2.  | River Plate            | 6   | 2 | 3 | 1 | 007:800 | −1    | 09     |
| 3.  | Atlético Junior        | 6   | 1 | 4 | 1 | 006:600 | ±0    | 07     |
| 4.  | Independiente Santa Fe | 6   | 0 | 3 | 3 | 004:700 | −3    | 03     |

| 1. Spieltag (22. April) |           |                        |                                             |
| Fluminense FC           | 1:1 (0:1) | River Plate            | Maracanã                                    |
| Atlético Junior         | 1:1 (1:1) | Independiente Santa Fe | Estadio Metropolitano Roberto Meléndez      |
| 2. Spieltag (28. April) |           |                        |                                             |
| Independiente Santa Fe  | 1:2 (0:1) | Fluminense FC          | Estadio Metropolitano de Techo              |
| River Plate             | 2:1 (1:0) | Atlético Junior        | Estadio Monumental Antonio Vespucio Liberti |
| 3. Spieltag (6. Mai)    |           |                        |                                             |
| Independiente Santa Fe  | 0:0       | River Plate            | Estadio Metropolitano de Techo              |
| Atlético Junior         | 1:1 (1:1) | Fluminense FC          | Estadio Metropolitano Roberto Meléndez      |
| 4. Spieltag (12. Mai)   |           |                        |                                             |
| Fluminense FC           | 2:1 (0:0) | Independiente Santa Fe | Maracanã                                    |
| Atlético Junior         | 1:1 (1:0) | River Plate            | Estadio Metropolitano Roberto Meléndez      |
| 5. Spieltag (18. Mai)   |           |                        |                                             |
| Fluminense FC           | 1:2 (0:1) | Atlético Junior        | Maracanã                                    |
| 5. Spieltag (19. Mai)   |           |                        |                                             |
| River Plate             | 2:1 (2:0) | Independiente Santa Fe | Estadio Monumental Antonio Vespucio Liberti |
| 6. Spieltag (25. Mai)   |           |                        |                                             |
| River Plate             | 1:3 (0:2) | Fluminense FC          | Estadio Monumental Antonio Vespucio Liberti |
| Independiente Santa Fe  | 0:0       | Atlético Junior        | Estadio Metropolitano de Techo              |

### Gruppe E
| Pl. | Verein                  | Sp. | S | U | N | Tore    | Diff. | Punkte |
| --- | ----------------------- | --- | - | - | - | ------- | ----- | ------ |
| 1.  | Racing Club             | 6   | 4 | 2 | 0 | 009:200 | +7    | 14     |
| 2.  | FC São Paulo            | 6   | 3 | 2 | 1 | 009:200 | +7    | 11     |
| 3.  | Sporting Cristal        | 6   | 1 | 1 | 4 | 003:100 | −7    | 04     |
| 4.  | Club Atlético Rentistas | 6   | 0 | 2 | 4 | 002:900 | −7    | 02     |

| 1. Spieltag (20. April) |           |                         |                                 |
| Sporting Cristal        | 0:3 (0:1) | FC São Paulo            | Estadio Nacional (Lima)         |
| 1. Spieltag (21. April) |           |                         |                                 |
| Club Atlético Rentistas | 1:1 (1:0) | Racing Club             | Estadio Centenario (Montevideo) |
| 2. Spieltag (29. April) |           |                         |                                 |
| Racing Club             | 2:1 (1:0) | Sporting Cristal        | Estadio Presidente Perón        |
| FC São Paulo            | 2:0 (1:0) | Club Atlético Rentistas | Estádio do Morumbi              |
| 3. Spieltag (5. Mai)    |           |                         |                                 |
| Racing Club             | 0:0       | FC São Paulo            | Estadio Presidente Perón        |
| Club Atlético Rentistas | 0:0       | Sporting Cristal        | Estadio Centenario (Montevideo) |
| 4. Spieltag (11. Mai)   |           |                         |                                 |
| Sporting Cristal        | 0:2 (0:0) | Racing Club             | Estadio Nacional (Lima)         |
| 4. Spieltag (12. Mai)   |           |                         |                                 |
| Club Atlético Rentistas | 1:1 (1:1) | FC São Paulo            | Estadio Centenario (Montevideo) |
| 5. Spieltag (18. Mai)   |           |                         |                                 |
| FC São Paulo            | 0:1 (0:1) | Racing Club             | Estádio do Morumbi              |
| 5. Spieltag (19. Mai)   |           |                         |                                 |
| Sporting Cristal        | 2:0 (1:0) | Club Atlético Rentistas | Estadio Nacional (Lima)         |
| 6. Spieltag (25. Mai)   |           |                         |                                 |
| FC São Paulo            | 3:0 (1:0) | Sporting Cristal        | Estádio do Morumbi              |
| Racing Club             | 3:0 (1:0) | Club Atlético Rentistas | Estadio Presidente Perón        |

### Gruppe F
| Pl. | Verein                  | Sp. | S | U | N | Tore    | Diff. | Punkte |
| --- | ----------------------- | --- | - | - | - | ------- | ----- | ------ |
| 1.  | Argentinos Juniors      | 6   | 4 | 0 | 2 | 007:300 | +4    | 12     |
| 2.  | CD Universidad Católica | 6   | 3 | 0 | 3 | 006:600 | ±0    | 09     |
| 3.  | Nacional Montevideo     | 6   | 2 | 2 | 2 | 008:900 | −1    | 08     |
| 4.  | Atlético Nacional       | 6   | 1 | 2 | 3 | 006:900 | −3    | 05     |

| 1. Spieltag (20. April) |           |                         |                                 |
| Argentinos Juniors      | 2:0 (1:0) | Nacional Montevideo     | Estadio Diego Armando Maradona  |
| 1. Spieltag (22. April) |           |                         |                                 |
| Atlético Nacional       | 2:0 (2:0) | CD Universidad Católica | Estadio Atanasio Girardot       |
| 2. Spieltag (28. April) |           |                         |                                 |
| Nacional Montevideo     | 4:4 (2:2) | Atlético Nacional       | Estadio Gran Parque Central     |
| CD Universidad Católica | 0:2 (0:1) | Argentinos Juniors      | Estadio San Carlos de Apoquindo |
| 3. Spieltag (5. Mai)    |           |                         |                                 |
| CD Universidad Católica | 3:1 (1:1) | Nacional Montevideo     | Estadio San Carlos de Apoquindo |
| 3. Spieltag (6. Mai)    |           |                         |                                 |
| Atlético Nacional       | 0:2 (0:1) | Argentinos Juniors      | Estadio Hernán Ramírez Villegas |
| 4. Spieltag (12. Mai)   |           |                         |                                 |
| Argentinos Juniors      | 0:1 (0:0) | CD Universidad Católica | Estadio Diego Armando Maradona  |
| Atlético Nacional       | 0:0       | Nacional Montevideo     | Estadio Hernán Ramírez Villegas |
| 5. Spieltag (18. Mai)   |           |                         |                                 |
| Nacional Montevideo     | 1:0 (1:0) | CD Universidad Católica | Estadio Gran Parque Central     |
| 5. Spieltag (20. Mai)   |           |                         |                                 |
| Argentinos Juniors      | 1:0 (0:0) | Atlético Nacional       | Estadio Diego Armando Maradona  |
| 6. Spieltag (26. Mai)   |           |                         |                                 |
| Nacional Montevideo     | 2:0 (0:0) | Argentinos Juniors      | Estadio Gran Parque Central     |
| CD Universidad Católica | 2:0 (1:0) | Atlético Nacional       | Estadio San Carlos de Apoquindo |

### Gruppe G
| Pl. | Verein             | Sp. | S | U | N | Tore    | Diff. | Punkte |
| --- | ------------------ | --- | - | - | - | ------- | ----- | ------ |
| 1.  | CR Flamengo        | 6   | 3 | 3 | 0 | 014:900 | +5    | 12     |
| 2.  | CA Vélez Sarsfield | 6   | 3 | 1 | 2 | 010:800 | +2    | 10     |
| 3.  | LDU Quito          | 6   | 2 | 2 | 2 | 015:130 | +2    | 08     |
| 4.  | Unión La Calera    | 6   | 0 | 2 | 4 | 008:170 | −9    | 02     |

| 1. Spieltag (20. April) |           |                    |                                         |
| CA Vélez Sarsfield      | 2:3 (1:1) | CR Flamengo        | Estadio José Amalfitani                 |
| 1. Spieltag (21. April) |           |                    |                                         |
| Unión La Calera         | 2:2 (1:0) | LDU Quito          | Estadio Municipal Nicolás Chahuán Nazar |
| 2. Spieltag (27. April) |           |                    |                                         |
| LDU Quito               | 3:1 (1:1) | CA Vélez Sarsfield | Estadio La Casa Blanca                  |
| CR Flamengo             | 4:1 (2:0) | Unión La Calera    | Maracanã                                |
| 3. Spieltag (4. Mai)    |           |                    |                                         |
| Unión La Calera         | 0:2 (0:1) | CA Vélez Sarsfield | Estadio Municipal Nicolás Chahuán Nazar |
| LDU Quito               | 2:3 (0:2) | CR Flamengo        | Estadio La Casa Blanca                  |
| 4. Spieltag (11. Mai)   |           |                    |                                         |
| Unión La Calera         | 2:2 (2:1) | CR Flamengo        | Estadio Municipal Nicolás Chahuán Nazar |
| 4. Spieltag (13. Mai)   |           |                    |                                         |
| CA Vélez Sarsfield      | 3:1 (1:0) | LDU Quito          | Estadio José Amalfitani                 |
| 5. Spieltag (19. Mai)   |           |                    |                                         |
| CA Vélez Sarsfield      | 2:1 (2:1) | Unión La Calera    | Estadio José Amalfitani                 |
| CR Flamengo             | 2:2 (1:1) | LDU Quito          | Maracanã                                |
| 6. Spieltag (27. Mai)   |           |                    |                                         |
| CR Flamengo             | 0:0       | CA Vélez Sarsfield | Maracanã                                |
| LDU Quito               | 5:2 (3:0) | Unión La Calera    | Estadio La Casa Blanca                  |

### Gruppe H
| Pl. | Verein              | Sp. | S | U | N | Tore    | Diff. | Punkte |
| --- | ------------------- | --- | - | - | - | ------- | ----- | ------ |
| 1.  | Atlético Mineiro    | 6   | 5 | 1 | 0 | 015:300 | +12   | 16     |
| 2.  | Club Cerro Porteño  | 6   | 3 | 1 | 2 | 004:500 | −1    | 10     |
| 3.  | América de Cali     | 6   | 1 | 1 | 4 | 005:900 | −4    | 04     |
| 4.  | Deportivo La Guaira | 6   | 0 | 3 | 3 | 002:900 | −7    | 03     |

| 1. Spieltag (21. April) |           |                     |                                                         |
| Deportivo La Guaira     | 1:1 (1:0) | Atlético Mineiro    | Estadio Olímpico de la Universidad Central de Venezuela |
| América de Cali         | 0:2 (0:1) | Club Cerro Porteño  | Estadio Olímpico Pascual Guerrero                       |
| 2. Spieltag (27. April) |           |                     |                                                         |
| Atlético Mineiro        | 2:1 (0:0) | América de Cali     | Estádio Governador Magalhães Pinto                      |
| 2. Spieltag (28. April) |           |                     |                                                         |
| Club Cerro Porteño      | 0:0       | Deportivo La Guaira | Estadio General Pablo Rojas                             |
| 3. Spieltag (4. Mai)    |           |                     |                                                         |
| Atlético Mineiro        | 4:0 (2:0) | Club Cerro Porteño  | Estádio Governador Magalhães Pinto                      |
| 3. Spieltag (6. Mai)    |           |                     |                                                         |
| Deportivo La Guaira     | 0:0       | América de Cali     | Estadio Olímpico de la Universidad Central de Venezuela |
| 4. Spieltag (12. Mai)   |           |                     |                                                         |
| Deportivo La Guaira     | 0:1 (0:1) | Club Cerro Porteño  | Estadio Olímpico de la Universidad Central de Venezuela |
| 4. Spieltag (13. Mai)   |           |                     |                                                         |
| América de Cali         | 1:3 (1:1) | Atlético Mineiro    | Estadio Olímpico Pascual Guerrero                       |
| 5. Spieltag (19. Mai)   |           |                     |                                                         |
| Club Cerro Porteño      | 0:1 (0:0) | Atlético Mineiro    | Estadio General Pablo Rojas                             |
| América de Cali         | 3:1 (1:1) | Deportivo La Guaira | Estadio Olímpico Pascual Guerrero                       |
| 6. Spieltag (25. Mai)   |           |                     |                                                         |
| Club Cerro Porteño      | 1:0 (1:0) | América de Cali     | Estadio General Pablo Rojas                             |
| Atlético Mineiro        | 4:0 (2:0) | Deportivo La Guaira | Estádio Governador Magalhães Pinto                      |

## Finalrunde
Für das Achtelfinale qualifizieren sich jeweils der Erste und Zweite jeder Gruppe. Zur Ermittlung der weiteren Paarungen ab dem Achtelfinale werden zwei Lostöpfe gebildet. Die Gruppensieger kommen in einen Topf, alle Gruppenzweiten in einen weiteren.
Die nachstehende Übersicht gibt die Tabelle der Erst- und Zweitplatzierten der Gruppenphase an. Bei Gleichheit in der Punkt- und Tordifferenz kommt als nächstes Kriterium die Anzahl der erzielten Tore zum Tragen.
| Topf A Gruppenerste     | Punkte | Tore | Topf B Gruppenzweite    | Punkte | Tore |
| ----------------------- | ------ | ---- | ----------------------- | ------ | ---- |
| Atlético Mineiro        | 16     | +12  | FC São Paulo            | 11     | +7   |
| SE Palmeiras            | 15     | +13  | Boca Juniors            | 10     | +4   |
| Racing Club             | 14     | +7   | CA Vélez Sarsfield      | 10     | +2   |
| Barcelona Sporting Club | 13     | +7   | Club Cerro Porteño      | 10     | −1   |
| CR Flamengo             | 12     | +5   | CSD Defensa y Justicia  | 9      | +3   |
| Argentinos Juniors      | 12     | +4   | CD Universidad Católica | 9      | ±0   |
| Fluminense FC           | 11     | +3   | River Plate             | 9      | −1   |
| SC Internacional        | 10     | +7   | Club Olimpia            | 9      | −1   |

### Turnierplan
|  | Achtelfinale            | Achtelfinale            | Achtelfinale |                  |       | Viertelfinale | Viertelfinale | Viertelfinale |  |  | Halbfinale | Halbfinale | Halbfinale |  |  | Finale | Finale |  |
|  |                         |                         |              |                  |       |               |               |               |  |  |            |            |            |  |  |        |        |  |
|  | CSD Defensa y Justicia  | 0                       | 1            |                  |       |               |               |               |  |  |            |            |            |  |  |        |        |  |
|  | CR Flamengo             | 1                       | 4            |                  |       |               |               |               |  |  |            |            |            |  |  |        |        |  |
|  | CR Flamengo             | 1                       | 4            | CR Flamengo      | 4     | 5             |               |               |  |  |            |            |            |  |  |        |        |  |
|  |                         |                         |              | CR Flamengo      | 4     | 5             |               |               |  |  |            |            |            |  |  |        |        |  |
|  |                         | Club Olimpia            | 1            | 1                |       |               |               |               |  |  |            |            |            |  |  |        |        |  |
|  | Club Olimpia            | Club Olimpia            | 1            | 1                | 0     | 0 (5)         |               |               |  |  |            |            |            |  |  |        |        |  |
|  | Club Olimpia            |                         |              |                  | 0     | 0 (5)         |               |               |  |  |            |            |            |  |  |        |        |  |
|  | SC Internacional        | 0                       | 0 (4)        |                  |       |               |               |               |  |  |            |            |            |  |  |        |        |  |
|  | SC Internacional        | 0                       | 0 (4)        | CR Flamengo      | 2     | 2             |               |               |  |  |            |            |            |  |  |        |        |  |
|  |                         |                         |              |                  |       |               |               |               |  |  |            |            |            |  |  |        |        |  |
|  |                         | Barcelona Sporting Club | 0            | 0                |       |               |               |               |  |  |            |            |            |  |  |        |        |  |
|  | Club Cerro Porteño      | Barcelona Sporting Club | 0            | 0                | 0     | 0             |               |               |  |  |            |            |            |  |  |        |        |  |
|  | Club Cerro Porteño      |                         |              |                  | 0     | 0             |               |               |  |  |            |            |            |  |  |        |        |  |
|  | Fluminense FC           | 2                       | 1            |                  |       |               |               |               |  |  |            |            |            |  |  |        |        |  |
|  | Fluminense FC           | 2                       | 1            | Fluminense FC    | 2     | 1             |               |               |  |  |            |            |            |  |  |        |        |  |
|  |                         |                         |              | Fluminense FC    | 2     | 1             |               |               |  |  |            |            |            |  |  |        |        |  |
|  |                         | Barcelona Sporting Club | 2            | 1                |       |               |               |               |  |  |            |            |            |  |  |        |        |  |
|  | CA Vélez Sarsfield      | Barcelona Sporting Club | 2            | 1                | 1     | 1             |               |               |  |  |            |            |            |  |  |        |        |  |
|  | CA Vélez Sarsfield      |                         |              |                  | 1     | 1             |               |               |  |  |            |            |            |  |  |        |        |  |
|  | Barcelona Sporting Club | 0                       | 3            |                  |       |               |               |               |  |  |            |            |            |  |  |        |        |  |
|  | Barcelona Sporting Club | 0                       | 3            | CR Flamengo      | 1     |               |               |               |  |  |            |            |            |  |  |        |        |  |
|  |                         |                         |              |                  |       |               |               |               |  |  |            |            |            |  |  |        |        |  |
|  |                         | SE Palmeiras            | 2            |                  |       |               |               |               |  |  |            |            |            |  |  |        |        |  |
|  | Boca Juniors            | SE Palmeiras            | 2            | 0                | 0 (1) |               |               |               |  |  |            |            |            |  |  |        |        |  |
|  | Boca Juniors            |                         |              |                  | 0 (1) |               |               |               |  |  |            |            |            |  |  |        |        |  |
|  | Atlético Mineiro        | 0                       | 0 (3)        |                  |       |               |               |               |  |  |            |            |            |  |  |        |        |  |
|  | Atlético Mineiro        | 0                       | 0 (3)        | Atlético Mineiro | 1     | 3             |               |               |  |  |            |            |            |  |  |        |        |  |
|  |                         |                         |              | Atlético Mineiro | 1     | 3             |               |               |  |  |            |            |            |  |  |        |        |  |
|  |                         | River Plate             | 0            | 0                |       |               |               |               |  |  |            |            |            |  |  |        |        |  |
|  | River Plate             | River Plate             | 0            | 0                | 1     | 2             |               |               |  |  |            |            |            |  |  |        |        |  |
|  | River Plate             |                         |              |                  | 1     | 2             |               |               |  |  |            |            |            |  |  |        |        |  |
|  | Argentinos Juniors      | 1                       | 0            |                  |       |               |               |               |  |  |            |            |            |  |  |        |        |  |
|  | Argentinos Juniors      | 1                       | 0            | Atlético Mineiro | 0     | 1             |               |               |  |  |            |            |            |  |  |        |        |  |
|  |                         |                         |              |                  |       |               |               |               |  |  |            |            |            |  |  |        |        |  |
|  |                         | SE Palmeiras            | 0            | 1                |       |               |               |               |  |  |            |            |            |  |  |        |        |  |
|  | CD Universidad Católica | SE Palmeiras            | 0            | 1                | 0     | 0             |               |               |  |  |            |            |            |  |  |        |        |  |
|  | CD Universidad Católica |                         |              |                  | 0     | 0             |               |               |  |  |            |            |            |  |  |        |        |  |
|  | SE Palmeiras            | 1                       | 1            |                  |       |               |               |               |  |  |            |            |            |  |  |        |        |  |
|  | SE Palmeiras            | 1                       | 1            | SE Palmeiras     | 1     | 3             |               |               |  |  |            |            |            |  |  |        |        |  |
|  |                         |                         |              | SE Palmeiras     | 1     | 3             |               |               |  |  |            |            |            |  |  |        |        |  |
|  |                         | FC São Paulo            | 1            | 0                |       |               |               |               |  |  |            |            |            |  |  |        |        |  |
|  | FC São Paulo            | FC São Paulo            | 1            | 0                | 1     | 3             |               |               |  |  |            |            |            |  |  |        |        |  |
|  | FC São Paulo            |                         |              |                  | 1     | 3             |               |               |  |  |            |            |            |  |  |        |        |  |
|  | Racing Club             | 1                       | 1            |                  |       |               |               |               |  |  |            |            |            |  |  |        |        |  |

### Achtelfinale
Die Paarungen wurden am 1. Juni 2021 ausgelost.
| Datum       |                         | Gesamt          |                         | Hinspiel  | Rückspiel |
| ----------- | ----------------------- | --------------- | ----------------------- | --------- | --------- |
| 13.7./20.7. | Boca Juniors            | 0:0 (1:3 i. E.) | Atlético Mineiro        | 0:0       | 0:0       |
| 13.7./20.7. | FC São Paulo            | 4:2             | Racing Club             | 1:1 (1:1) | 3:1 (1:0) |
| 14.7./21.7. | CA Vélez Sarsfield      | 2:3             | Barcelona Sporting Club | 1:0 (1:0) | 1:3 (0:1) |
| 14.7./21.7. | CD Universidad Católica | 0:2             | SE Palmeiras            | 0:1 (0:1) | 0:1 (0:1) |
| 14.7./21.7. | CSD Defensa y Justicia  | 1:5             | CR Flamengo             | 0:1 (0:1) | 1:4 (1:1) |
| 14.7./21.7. | River Plate             | 3:1             | Argentinos Juniors      | 1:1 (1:1) | 2:0 (1:0) |
| 15.7./22.7. | Club Olimpia            | 0:0 (5:4 i. E.) | SC Internacional        | 0:0       | 0:0       |
| 13.7./3.8.  | Club Cerro Porteño      | 0:3             | Fluminense FC           | 0:2 (0:0) | 0:1 (0:1) |

### Viertelfinale
| Datum       |               | Gesamt  |                         | Hinspiel  | Rückspiel |
| ----------- | ------------- | ------- | ----------------------- | --------- | --------- |
| 10.8./17.8. | FC São Paulo  | 1:4     | SE Palmeiras            | 1:1 (0:0) | 0:3 (0:1) |
| 11.8./18.8. | Club Olimpia  | 2:9     | CR Flamengo             | 1:4 (1:2) | 1:5 (1:2) |
| 11.8./18.8. | River Plate   | 0:4     | Atlético Mineiro        | 0:1 (0:0) | 0:3 (0:2) |
| 12.8./19.8. | Fluminense FC | 3:3 (a) | Barcelona Sporting Club | 2:2 (1:0) | 1:1 (0:0) |

### Halbfinale
| Datum       |              | Gesamt |                         | Hinspiel  | Rückspiel |
| ----------- | ------------ | ------ | ----------------------- | --------- | --------- |
| 21.9./28.9. | SE Palmeiras | 1:1    | Atlético Mineiro        | 0:0       | 1:1 (0:0) |
| 22.9./29.9. | CR Flamengo  | 4:0    | Barcelona Sporting Club | 2:0 (2:0) | 2:0 (1:0) |

## Finale
| SE Palmeiras                                                               | SE Palmeiras | CR Flamengo | CR Flamengo | Aufstellung                                |
| -------------------------------------------------------------------------- | --- | --- | ----------- | ------------------------------------------ |
| SE Palmeiras                                                               | \| 27. November 2021 um 21:00 Uhr in Montevideo, Uruguay (Estadio Centenario) \| \| Ergebnis: 2:1 n. V. (1:1, 1:0) \| \| Schiedsrichter: Néstor Pitana ( Argentinien) \| \| Spielbericht \|                                                                                               | \| 27. November 2021 um 21:00 Uhr in Montevideo, Uruguay (Estadio Centenario) \| \| Ergebnis: 2:1 n. V. (1:1, 1:0) \| \| Schiedsrichter: Néstor Pitana ( Argentinien) \| \| Spielbericht \|                                                                                                   | CR Flamengo | Aufstellung SE Palmeiras gegen CR Flamengo |
| SE Palmeiras                                                               | Wéverton – Mayke (106. Gabriel Menino), Gustavo Gómez , Luan Garcia, Joaquín Piquerez (113. Felipe Melo) – Danilo (70. Patrick de Paula), Zé Rafael (82. Danilo Barbosa) – Gustavo Scarpa, Raphael Veiga (91. Deyverson), Dudu (77. Wesley) – Rony Cheftrainer: Abel Ferreira ( Portugal) | Diego Alves – Mauricio Isla (79. Matheuzinho), Rodrigo Caio, David Luiz, Filipe Luís (32. Renê) – Willian Arão, Andreas Pereira (111. Vitinho) – Éverton Ribeiro (63. Michael), Giorgian De Arrascaeta (111. Pedro), Bruno Henrique (91. Kenedy) – Gabriel Barbosa Cheftrainer: Renato Gaúcho | CR Flamengo | Aufstellung SE Palmeiras gegen CR Flamengo |
| SE Palmeiras                                                               | 1:0 Raphael Veiga (5.) 2:1 Deyverson (95.) | 1:1 Gabriel Barbosa (72.) | CR Flamengo | Aufstellung SE Palmeiras gegen CR Flamengo |
| SE Palmeiras                                                               | Joaquín Piquerez (67.), Gustavo Gómez (74.), Felipe Melo (120.+1') | Rodrigo Caio (65.), Gabriel Barbosa (74.), Giorgian De Arrascaeta (78.) | CR Flamengo | Aufstellung SE Palmeiras gegen CR Flamengo |
| SE Palmeiras                                                               | Spieler des Spiels: Deyverson (Palmeiras) | | CR Flamengo | Aufstellung SE Palmeiras gegen CR Flamengo |
| 27. November 2021 um 21:00 Uhr in Montevideo, Uruguay (Estadio Centenario) | | |             |                                            |
| Ergebnis: 2:1 n. V. (1:1, 1:0)                                             | | |             |                                            |
| Schiedsrichter: Néstor Pitana ( Argentinien)                               | | |             |                                            |
| Spielbericht                                                               | | |             |                                            |

## Beste Torschützen
| Rang | Spieler         | Klub                                 | Tore      |
| ---- | --------------- | ------------------------------------ | --------- |
| 1    | Gabriel Barbosa | CR Flamengo                          | 11        |
| 2    | Fred            | Fluminense FC                        | 7         |
|      | Hulk            | Atlético Mineiro                     | 7         |
| 4    | Miguel Borja    | Atlético Junior                      | 6         |
|      | Bruno Henrique  | CR Flamengo                          | 6         |
|      | Rony            | SE Palmeiras                         | 6         |
| 7    | Jarlan Barrera  | Atlético Nacional                    | 5         |
|      | Tomás Chancalay | Racing Club                          | 5         |
|      | Christian Ortiz | Independiente del Valle              | 5         |
|      | Braian Romero   | CSD Defensa y Justicia / River Plate | 5 (3 / 2) |
|      | Raphael Veiga   | SE Palmeiras                         | 5         |